# Luigi Amato (politico)
Luigi Amato (Napoli, 22 giugno 1910 – Napoli, 22 giugno 1977) è stato un imprenditore e politico italiano.

## Biografia
Proveniente da una famiglia di nobili ed imprenditori, all'età di 17 anni si arruolò volontario come pilota nella Regia Aeronautica, impegnandosi inoltre fin da giovane nella politica locale.
Di idee monarchiche, fu eletto più volte consigliere comunale a Napoli e fu assessore nelle giunte dirette dal sindaco Achille Lauro. La sua attività come amministratore viene ricordata soprattutto per l'opera nel campo della pubblica istruzione: operò infatti per l'introduzione del metodo Montessori nelle scuole materne ed avviò diversi programmi educativi che gli valsero l'attribuzione della "medaglia d'oro per la gioventù".
Eletto il 15 giugno 1953 alla Camera dei deputati nelle file del Partito Nazionale Monarchico, fu firmatario di 10 proposte di legge, soprattutto in campo scolastico, sociale e culturale, ma anche della proposta di costituzione della Provincia di Isernia.
Attivo anche in campo sportivo e nella conservazione delle tradizioni locali, fu fondatore e presidente onorario della "A.S. Calcio Secondigliano" e partecipò attivamente alla ripresa e valorizzazione della "Festa dei carri" di Piedigrotta.